# Gomphia scheffleri
Gomphia scheffleri är en tvåhjärtbladig växtart. Gomphia scheffleri ingår i släktet Gomphia och familjen Ochnaceae.

## Underarter
Arten delas in i följande underarter:
- G. s. scheffleri
- G. s. schusteri
- G. s. taitensis